# Jan Magiera

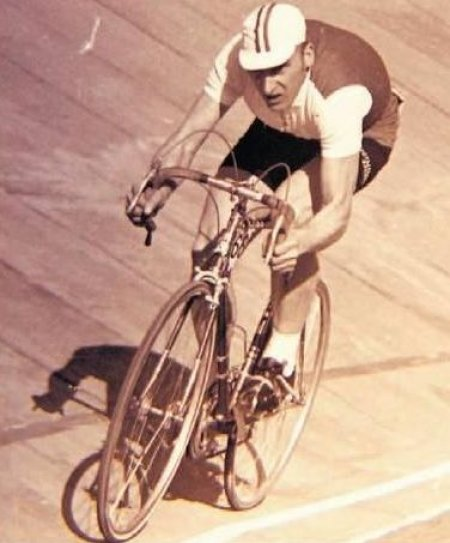
Jan Magiera

Jan Magiera (* 30. September 1938 in Jelna, Woiwodschaft Kleinpolen, (Anm.) Polen; † 9. Februar 2022 in Mostki, Gmina Stary Sącz, Polen) war ein polnischer Radrennfahrer. Magiera war zu seiner Wettkampfzeit 77 Kilogramm schwer bei 178 Zentimetern Körpergröße.

## Sportliche Laufbahn
Magiera war Mitglied im Sportclub Cracovii Wzrost. Er begann seine Radsportkarriere mit dem Bahnradsport 1953 und fuhr dort fast zwei Jahrzehnte (1953–1971) ebenso erfolgreich wie auf der Straße.
Er war zweifacher Olympiateilnehmer. 1964 in Tokio und 1968 in Mexiko. 1968 kam er mit dem polnischen Straßenvierer im Mannschaftszeitfahren auf den 6. Rang.
Magiera starb im Februar 2022 im Alter von 83 Jahren infolge eines Unfalls bei der Gartenarbeit.

## Palmarès
| Jahr | Erfolg | Erfolg             | Rennen                                                              |
| ---- | ------ | ------------------ | ------------------------------------------------------------------- |
| 1963 | 3.     | 4. Etappe, Teil a  | Polen-Rundfahrt                                                     |
| 1963 | 3.     | 7. Etappe, Teil a  | Polen-Rundfahrt                                                     |
| 1964 | Sieger | 1. Etappe          | Polen-Rundfahrt                                                     |
| 1964 | Sieger | in 4. Etappe       | Polen-Rundfahrt                                                     |
| 1964 | 2.     | 5. Etappe          | Polen-Rundfahrt                                                     |
| 1964 | 3.     | Gesamtwertung      | Polen-Rundfahrt                                                     |
| 1964 | 44.    | 44.                | Olympische Spiele, olympisches Straßenrennen; Mannschaftszeitfahren |
| 1965 | 3.     | 10. Etappe, Teil b | Friedensfahrt                                                       |
| 1966 | 2.     | Gesamtwertung      | Polen-Rundfahrt                                                     |
| 1966 | Sieger | 5. Etappe          | Polen-Rundfahrt                                                     |
| 1966 | 2.     | 9. Etappe          | Polen-Rundfahrt                                                     |
| 1966 | 2.     | 9. Etappe          | Friedensfahrt                                                       |
| 1966 | Sieger | 15. Etappe         | Friedensfahrt                                                       |
| 1967 | 2.     | 2. Etappe          | Friedensfahrt                                                       |
| 1967 | 2.     | 8. Etappe          |                                                                     |
| 1967 | 3.     | Gesamtwertung      |                                                                     |
| 1968 | Sieger | 14. Etappe, Teil a | Friedensfahrt                                                       |
| 1968 | 3.     | in Gesamtwertung   | Friedensfahrt                                                       |
| 1968 | 6.     | 6.                 | Olympische Spiele, 100 km Mannschaftszeitfahren                     |
| 1969 | 3.     | 12. Etappe         | Polen-Rundfahrt                                                     |
| 1969 | 2.     | 6. Etappe          | Polen-Rundfahrt                                                     |
| 1969 | Sieger | 10. Etappe         | Polen-Rundfahrt                                                     |
| 1969 | 3.     | 3. Etappe, Teil a  | Friedensfahrt                                                       |
| 1969 | Sieger | 8. Etappe, Teil a  | Friedensfahrt                                                       |
| 1969 | 2.     | 9. Etappe          | Friedensfahrt                                                       |
| 1970 | Sieger | 10. Etappe         | Milk Race                                                           |
| 1970 | 2.     | 12. Etappe         | Milk Race                                                           |
| 1970 | Sieger | Sieger             | Nationalmeisterschaft Polen, Straße, Einzelzeitfahren               |
| 1971 | 2.     | 2.                 | Nationalmeisterschaft Polen, Straße, Einzelzeitfahren               |
| 1972 | 2.     | 2. Etappe          | Polen-Rundfahrt                                                     |

## Anmerkung
- Jelnia, bei Łódź, Woiwodschaft Łódź, Polen[5]
- Jelna, Gemeinde Gródek nad Dunajcem, Woiwodschaft Kleinpolen (małopolskie), Polen[3]
- Jelenia Góra (Hirschberg im Riesengebirge), Woiwodschaft Niederschlesien, Polen[6]